# اسمیت اند نفیو
اسمیت اند نفیو (به انگلیسی: Smith & Nephew) شرکت تجهیزات پزشکی بریتانیایی است، که دفتر مرکزی آن در شهر لندن قرار دارد.
شرکت اسمیت اند نفیو در سال ۱۸۵۶ توسط توماس جیمز اسمیت، در شهر کینگستن هال تأسیس شد و در حال حاضر محصولات تولیدی خود را در ۹۰ کشور جهان عرضه می‌کند. اسمیت اند نفیو بزرگترین تولیدکننده تجهیزات آرتروسکوپی، دومین تولیدکننده محصولات ترمیم زخم، سومین تولیدکننده تجهیزات جراحی تراما و محصولات درمان بالینی و چهارمین تولیدکننده تجهیزات ارتوپدی در جهان می‌باشد. بخشی از سهام این شرکت در بازارهای بورس نیویورک و بورس لندن معامله می‌شود.